# Naegeli-Syndrom
Das Naegeli-Syndrom, auch als Naegeli-Franceschetti-Jadassohn-Syndrom (NFJS) beziehungsweise NFJ-Syndrom bezeichnet, ist eine sehr seltene Erbkrankheit, die autosomal-dominant vererbt wird. Es handelt sich um eine Form einer anhidrotischen retikulären Pigmentdermatose (Hautkrankheit). Es wurde nach dem Dermatologen Oskar Naegeli benannt.

## Ursache
Das Naegeli-Syndrom wird autosomal-dominant vererbt. Betroffen davon ist das Keratin-14-Gen (KRT14), das auf Chromosom 17 Genlocus q11.2-q21 liegt.

## Prävalenz
Das Naegeli-Syndrom ist eine sehr seltene Erbkrankheit. Bisher sind in der Literatur fünf Mehrfamiliengenerationen beschrieben. Männer und Frauen sind davon gleich betroffen.

## Symptome und Beschwerden
Alle vom Naegeli-Syndrom betroffenen Patienten haben Veränderungen der Haut, wie beispielsweise das Fehlen von Fingerabdrücken (Dermatoglyphen) und eine netzartige Hyperpigmentierung der Haut, die mit zunehmendem Alter wieder abnimmt. Ebenso sind Veränderungen an den Schweißdrüsen (Anhidrose) zu beobachten, die dazu führen, dass die Patienten nur vermindert Schweiß absondern können. Dies ist das Hauptproblem für die meisten NFJS-Patienten.
Bei vielen, aber nicht allen, Patienten werden Veränderungen am Zahnbein, Blasenbildung auf der Haut und Deformationen an den Zehennägeln beobachtet. Die Zähne von fast allen Patienten sind von der Erkrankung betroffen und gehen meist schon in jungen Jahren vollständig verloren.
Die Symptome ähneln dem Bloch-Sulzberger-Syndrom.

## Differentialdiagnose
Abzugrenzen sind andere allele Erkrankungen aufgrund von Mutationen am KRT14-Gen wie die Dermatopathia pigmentosa reticularis, und die Epidermolysis bullosa simplex in verschiedenen Typen.

## Therapie
Es ist keine ursächliche Behandlung bekannt. Die Therapie erfolgt symptomatisch.

## Namensgebung
Die Krankheit ist nach dem Schweizer Dermatologen Oskar Naegeli (1885–1959) benannt, der sie 1927 erstmals bei einer Schweizer Familie beschrieb, in der der Vater und zwei seiner Töchter betroffen waren.
In einer zweiten 1954 durchgeführten Studie über diese Familie konnten Adolphe Franceschetti (1896–1968) und Werner Jadassohn (1897–1973) den autosomal-dominanten Erbgang der Krankheit klären und sie vom Bloch-Sulzberger-Syndrom (Incontinentia pigmenti) abgrenzen.
65 Jahre nach der Entdeckung Naegelis wurde die Familie erneut untersucht. Von den nun 62 Mitgliedern der Familienstammbaums waren 14 Personen vom Naegeli-Syndrom betroffen.